# Pista Col Drusciè
La Pista Col Drusciè è una pista sciistica situata a Cortina d'Ampezzo, in Italia. La pista fu teatro degli slalom speciale maschile e femminile di sci alpino durante i VII Giochi olimpici invernali, disputati a Cortina d'Ampezzo nel 1956; realizzata sulle Tofane, all'arrivo della pista furono installate tribune provvisorie per l'evento, per una capienza di 12 080 spettatori.

## Albo d'oro
Di seguito sono riportati i podi relativi alle massime competizioni internazionali disputate sulla Pista Col Drusciè.

### Uomini

#### Slalom speciale
| Data            | Competizione                  | Primo       | Secondo       | Terzo          |
| --------------- | ----------------------------- | ----------- | ------------- | -------------- |
| 31 gennaio 1956 | VII Giochi olimpici invernali | Toni Sailer | Chiharu Igaya | Stig Sollander |

### Donne

#### Slalom speciale
| Data            | Competizione                  | Primo          | Secondo       | Terzo              |
| --------------- | ----------------------------- | -------------- | ------------- | ------------------ |
| 30 gennaio 1956 | VII Giochi olimpici invernali | Renée Colliard | Regina Schöpf | Yevgeniya Sidorova |